# High Drama EP
High drama EP, är en EP av det svenska bandet Laakso. Titelspåret High drama släpptes drygt en månad senare på albumet My Gods. High drama spelades mycket på radio hela 2005 och är en av Laaksos populäraste låtar

## Låtlista
1. High drama
2. Drinking
3. Second Winter
4. Kiss me